# Runaway (Bon Jovi-låt)
Runaway är en låt av det amerikanska hårdrocksbandet Bon Jovi från deras första album Bon Jovi 1984. Låten är skriven av Jon Bon Jovi och George Karak. Låten släpptes som första singel 1983 och nådde stora framgångar då den blev en Top 40 singel på Billboard Hot 100 efter att den slutade på 39# plats.
Låten skrevs redan 1980 av Jon Bon Jovi och George Karak. Första inspelningen av låten härstammar från 1981. Inspelningen gjordes av gruppen som är känd under namnet Jon Bongiovi & The Rest. På den inspelningen spelade Dave Sabo som senare bildade rockbandet Skid Row. Efter att Richie Sambora sett bandet spela berättade han för Jon efter konserten att han var deras nya gitarrist. Så efter ett par auditoner blev Sambora bandets gitarrist. 
En ny inspelning av låten gjordes 1982, då med ett band känt under namnet "The All Star Review". Musiker där var Jon, Hugh McDonald (elbas), Tim Pierce (gitarr) och Roy Bittan (Keyboard).
1983 höll en lokal radio station WAPP en tävling som gick ut på att hitta det bäst osignerade bandet. Efter att Runaway vann hela tävlingen blev den en stor sommarhit 1983. 
Runaway slutade sedan upp som första singel på Bon Jovis första platta och blev bandets första Top-40 Hit på Billboard Hot 100. Det är dessutom den enda låten från de två första plattorna som fortfarande spelas live av bandet och det har den gjort i princip under hela Bon Jovis karriär. 2000-2001 spelade bandet en lugnare mer piano driven version av låten istället för originalet. Jon brukar oftast spela ett gitarrsolo under slutet av låten när den spelas live.
Videon till låten spelades in i en liten stad i Kalifornien som hette Benicia. Den filmades i en liten bar som inte längre finns. Publiken var fylld med stadsbor.